# Wardsville
Wardsville – wieś w Stanach Zjednoczonych, w stanie Missouri, w hrabstwie Cole.